# Game (Park Jin-young)
Game (in coreano: 놀이) è il sesto album in studio del cantante, compositore e produttore sudcoreano J.Y. Park, pubblicato il 7 giugno 2001 sotto l'etichetta JYP Entertainment. L'album segna un'evoluzione stilistica per l'artista, integrando elementi di R&B, soul e musica pop tipici della scena coreana dell'epoca.

## Contesto
J.Y. Park, noto anche come JYP, si è affermato nella carriera musicale negli anni '90, sia come cantante che come produttore per altri artisti. Con Game, Park ha cercato di rafforzare la sua immagine come performer e compositore, mettendo in mostra brani di grande varietà musicale, che spaziano da ballate emotive a tracce ritmate ispirate al funk e alla musica elettronica.

## Composizione e stile
L'album si distingue per la sua produzione raffinata e per i testi che trattano temi quali l'amore, la passione e le complessità delle relazioni. Brani come Swing Baby e 마지막 밤 mostrano la versatilità di Park, alternando sonorità soul e melodie pop accattivanti.

## Tracce
1. Swing Baby - 4:08
2. 방문에서 침대까지 - 3:20
3. 난 여자가 있는데 - 4:02
4. 음음음 - 3:15
5. 너의 손끝 - 4:48
6. 창살없는 감옥 - 4:59
7. 마지막 밤 - 4:58
8. 처음 만난 남자와 - 3:53
9. 놀이 (Game) - 4:07
10. 해달별 - 3:39
11. 밀애 - 3:36
12. 데자부 - 3:50[3]

## Accoglienza
Alla sua uscita, Game ha ricevuto recensioni positive per la sua innovazione e la qualità della produzione. Molti critici hanno lodato le capacità vocali di J.Y. Park e il suo talento come produttore, contribuendo a consolidare il suo ruolo di figura centrale nella scena musicale coreana.

## Crediti
- Produzione: J.Y. Park
- Etichetta: JYP Entertainment